# Brennschere

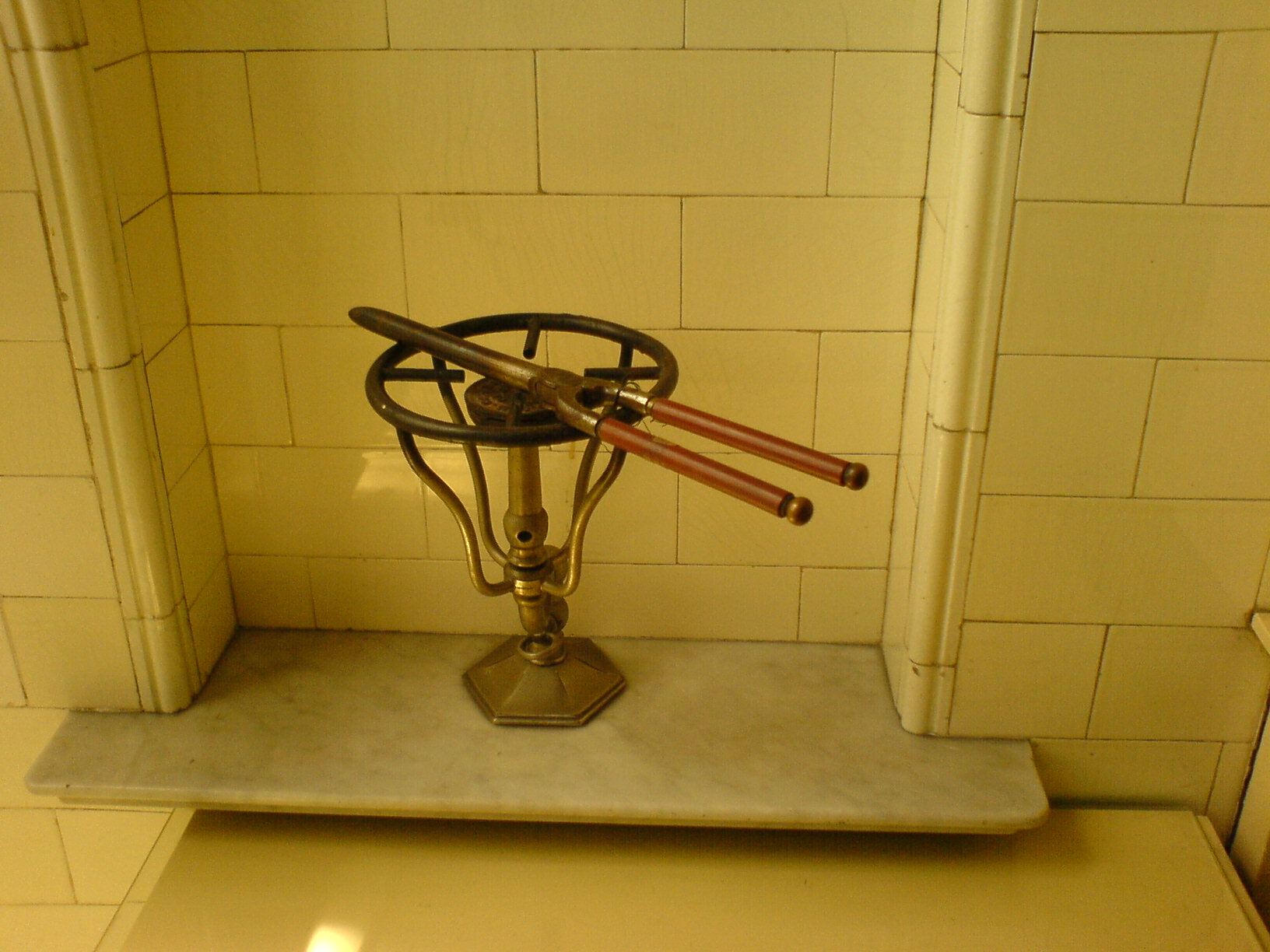
Brennschere

Die Brennschere oder auch Brennzange (teilweise auch Brenneisen, Toupeteisen oder Perückeneisen genannt) ist ein Werkzeug zur Ondulation des menschlichen Haupthaares. Sie findet in der Friseurtechnik keine Anwendung mehr.

## Geschichte
Die Brennschere ist eine Weiterentwicklung des Prinzips der Frisiermethode mit dem Calamistrum. 1872 wurde die Brennschere von dem französischen Coiffeur Marcel Grateau entwickelt, man setzte ihm darob in seiner Heimatstadt Lagnicourt ein Denkmal und in England nannte man eine Brennschere nach seinem Vornamen (Marcel Curling Iron). 1906 ließ sich Simon Monroe ein Gerät mit 7 Metallzähnen patentieren und 1909 meldete Isaac K. Shero ein Brenneisen mit zwei flachen Metallflächen zum Patent an. Die Brennscherentechnik war stets modeabhängig, wurde sowohl von Perückenmachern, Friseuren, als auch im privaten Haushalt angewendet. Die Lockenherstellung mit diesem Instrument hielt sich bis nach dem Zweiten Weltkrieg, bevor sie im elektrisch betriebenen Ondulierstab die Ablösung fand und die Lockenwickler sich endgültig auch beim privaten Hairstyling durchsetzten.

## Prinzip

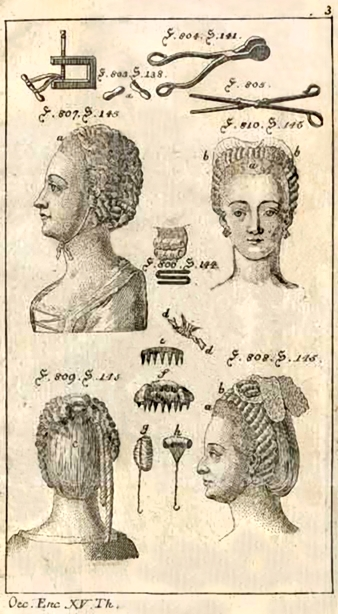
Brennscheren (rechts oben). Abbildung in Krünitz: Oeconomische Encyclopädie von 1858

Die Brennschere funktioniert nach dem Prinzip einer Schere, allerdings wird damit nicht geschnitten, sondern lediglich eingeklemmt. Anstatt der Schneideflächen sind zwei runde etwa 20 cm lange Röhren angebracht. Je nach gewünschter Lockengröße reicht der Durchmesser der Röhren von 1 bis 3 cm. Die Brennschere wurde auf dem Herd oder über dem Feuer erhitzt. Anschließend klemmte man die Spitze einer Haarsträhne zwischen die beiden Röhren und drehte damit die Haare auf. Auf diese Weise bearbeitete man je nach Wunsch mehrere oder alle Haarsträhnen. Kam man allerdings der Kopfhaut mit dem heißen Eisen zu nahe, bestand die Gefahr der Verbrennung. Die Oekonomische Encyklopädie von Johann Georg Krünitz schreibt dazu:
[…] das Schnabel=Eisen, Toupet=Eisen, oder die Toupet=Zange sieht einer länglichen Schere gleich, welche statt der beyden Klingen oder Arme, eben so viel eiserne Stäbe hat, deren einer rund, und der andere hohl ist, daß jener in diesen hinein passet. Es muß dieses Eisen gut schließen, besonders an der Spitze, oder es muß der rundliche Arm in der Ninne des andern überall gleich anliegen. Man zieht diejenige vor, deren Vernietung nicht zu sehen ist.
Mit der Brennschere gelockte Haare halten sich meist bis zur nächsten Waschung. Im Krünitzlexikon wird vor allzu häufigem Gebrauch dieser Ondulationsart gewarnt mit den Worten:
Werden indessen die Haare zu oft gebrannt, so verlieren sie nach und nach alle ihre Elasticität, sie werden kraftlos, ihr Glanz und ihre Ründung verschwinden, sie zerbrechen vor der Zeit, und der Kopf wird davon so dünnhärig, daß man, statt des eigenen Haares, eine Perücke aufsetzen muß.